# Diagnosen og andre noveller

## O Catálogo
- Il Mondo di Jostein Sito italiano dedicato a Jostein Gaarder